# Zuka
Zenaida Gourievna Booyakovitch, dite Zuka, née le 9 janvier 1924 à New York et morte le 18 décembre 2016 dans le 14e arrondissement de Paris, est une artiste peintre américaine qui a vécu et travaillé à Paris.
Elle a été faite chevalier des Arts et des Lettres, en 1990.

## Biographie
Zuka, née en 1924, est issue d'une famille d'immigrés russes ayant fui la Révolution de 1917 pour s'établir en Californie. Elle obtient là un Bachelor of Fine Arts de l'université du Sud de la Californie. Elle s'installe à partir de 1948 à Paris, sur les conseils d'un marchand d'art, pour accroître sa culture. Elle se marie avec le caricaturiste français Louis Mitelberg et commence à s'intéresser à la peinture historique, en premier lieu les figures et les événements de l'histoire des États-Unis puis plus spécifiquement de Californie. Son exposition de 1988 sur la Révolution française vue par une Américaine (The French Revolution Through American Eyes), présentée à Paris puis dans cinq villes américaines, attire de nombreuses critiques,,.

## Art
Initialement encline au portrait, elle s'intéresse ensuite aux thèmes historiques, au moyen de peinture, de collage et d'une palette de couleur vive. Elle peint notamment des scènes de la Révolution française avec une palette brillante qui rappelle plus « sa Californie natale » que la « grisaille parisienne ». Elle accorde également une place importante aux femmes dans son œuvre, ainsi qu'aux séries narratives.

## Principales expositions personnelles
- 1945 : University of Southern California, Los Angeles.
- 1946, 1947 : International Art Gallery, Los Angeles.
- 1964, 1966 : Galerie Lambert, Paris.
- 1973, 1976, 1978 : Betty Parsons Gallery, Los Angeles.
- 1976 : Montclair Museum, Montclair (New Jersey).
- 1976 : Santa Barbara Museum, Santa Barbara (Californie).
- 1981 : Jacqueline Anhalt Gallery, Los Angeles.
- 1985 : Caisse Régionale du Crédit Agricole Mutuel de la Somme, Amiens.
- 1988 :
  - Fondation Mona Bismarck, Paris.
  - National Museum of Women in the Arts, Washington DC
- 1989 :
  - University Gallery, Birmingham (Alabama).
  - Baruch College Gallery, New York City.
  - Grey Gallery, New York City.
  - Otis Art Institute Gallery, Los Angeles.
  - New York State University, Albany, État de New York.
  - La Femme et la Révolution, Banque Lambert, Bruxelles.
  - La Femme et la Révolution, Mirmande (Drôme).
  - Valmy et Varennes, Braux-Sainte-Cohière (Marne).
- 1993, 1980 : Centre d’Art de Flaine (Haute-Savoie).
- 1993 : Maison française de New-York University, New York City.
- 2000 : Caisse d’Épargne du Limousin, Limoges.
- 2007 : Rétrospective Zuka, Abattoirs d'Avallon.
- 2008 : Les oiseaux de Zuka, Musée de Charlieu [Charlieu]
- 1970, 1975, 1979, 1982, 2001, 2005 et 2007 : Galerie Darthea Speyer, Paris.

## Principales expositions de groupe
- 1948, 1951 : Salon des moins de trente ans, Paris.
- 1951, 1958 : Salon de la Jeune Peinture, Paris.
- 1951 : American Cultural Center, Paris.
- 1959 : Biennale de Paris.
- 1960 : Galerie des Quatre Saisons, Paris.
- 1966 : Ten americans in Paris, American Cultural Center, Paris.
- 1967 : U.S.A Groupe 67, Musée des Augustins, Toulouse.
- 1972 : Betty Parsons Gallery, New York City.
- 1973, 1974, 1992 : Salon de Mai, Paris.
- 1975 : L’Année de la femme, Musée d'art moderne de la ville de Paris.
- 1976 : Biennale de la Peinture, Cagnes-sur-Mer.
- 1981 : West 81, Minnesota Museum of Art, Saint Paul (Minnesota).
- 1982 : Salon d'art contemporain de Montrouge.
- 1984 : La Part des femmes dans l’art contemporain, Galerie Municipale, Vitry-sur-Seine.
- 1988 : Centre d’Art de Flaine (Haute-Savoie).
- 1989 : Artistes américains en France, Avranches (Manche).
- 1989 : 1re triennale des Amériques, Maubeuge.
- 1993 : The William and Uytendale Scott Memorial Study Collection, Bryn Mawr (Pennsylvanie).
- 1993 : Crayon, plume, fusain, Galerie Darthea Speyer, Paris.
- 1994 : Les Créateurs font un carton, Musée de La Poste, Paris.
- 1995 : Les Animaux, Galerie Darthea Speyer, Paris.
- 1997 : Animal, Médiathèque François-Mitterrand, Oise.
- 1997 : Artistes américains à Paris 1947-1997, Fondation Mona Bismarck, Paris.
- 1998 : 30 ans, Galerie Darthea Speyer, Paris.
- 1999 : Peintres Icaunais, Avallon, Pontigny, Sens et Tonnerre.
- 1999 : Animal, Centre d’Art de Tremblay.
- Les amazones de la Révolution, Musée Lambinet, Versailles (2017)[8]

## Principales collections publiques
- Banques Bruxelles Lambert, Belgique.
- Bernard Baruch Library, New York City.
- Fonds national d'art contemporain, Paris.
- France Telecom Inc., New York City.
- Israël Museum, Jérusalem.
- Louisiana State University Museum of Art, Louisiane.
- Ministère des Télécommunications, Paris.
- Musée d'art moderne de la ville de Paris, Paris.
- Notre-Dame, Indiana.
- Quaker Society, New York City.
- Rockland Public Library, Rockland, Maine.
- The Art Collection of the First National Bank of Chicago, Chicago.
- Twentieth Century Fund, New York City.

## Œuvre de commande
- 1978: Dessin contre le viol pour le film L'Amour violé de Yannick Bellon
- 1989 : Fresque de l’Institut français de New York, réalisée en 2006

## Distinctions
- Chevalier de l'ordre des Arts et des Lettres (1990)

## Sources
1. ↑  « Hommage à Zuka, », sur L'école des filles (consulté le 5 septembre 2020).
2. ↑  État civil sur le fichier des personnes décédées en France depuis 1970
3. 1 2 3  (en) Michael Kilian, « French Revolution Exhibit Is A Piece Of Cake », Chicago Tribune, 4 août 1988 [lire en ligne]
4. 1 2  (en) Marlena Donohue, « A Vision of the French Revolution », Los Angeles Times, 2 août 1989 [lire en ligne]
5. 1 2  Susan Rubin Suleiman, Exile and Creativity: Signposts, Travelers, Outsiders, Backward Glances, Duke University Press, 1998, p. 52-57  (ISBN 9780822322153) [lire en ligne]
6. 1 2  (en) Linda Nochlin, « Zuka's French Revolution: A Woman's Place Is Public Space », Feminist Studies, vol. 15, no 3, automne 1989, p. 549-562 [lire en ligne]
7. ↑  E. Bénézit, Dictionnaire critique et documentaire des peintres, sculpteurs, dessinateurs et graveurs, édition Gründ, Évreux, 1999
8. ↑  « Les « Amazones de la Révolution » à l’honneur à Versailles », sur L'Evasion des Sens, 10 janvier 2017 (consulté le 15 août 2022)